# Blannay
Blannay est une commune française située dans le département de l'Yonne, en région Bourgogne-Franche-Comté.

## Géographie
La commune a une superficie de 726 ha. L'altitude minimale est de 132 m et maximale à 306 m.

### Hydrographie
La Cure traverse la commune et reçoit le Cousin en rive droite, en amont du pont de Blannay.

### Communes limitrophes

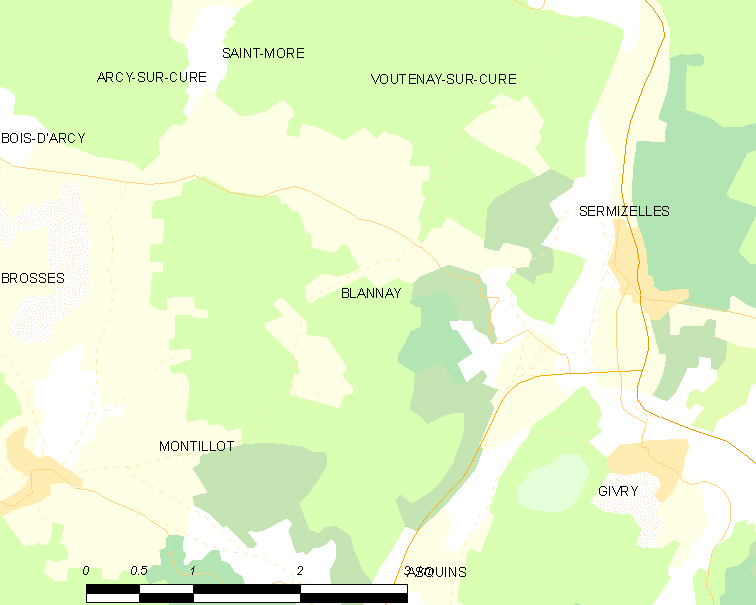
Carte de la commune de Blannay et des proches communes.

### Climat
Pour des articles plus généraux, voir Climat de la Bourgogne-Franche-Comté et Climat de l'Yonne.
En 2010, le climat de la commune est de type climat océanique dégradé des plaines du Centre et du Nord, selon une étude du Centre national de la recherche scientifique s'appuyant sur une série de données couvrant la période 1971-2000. En 2020, Météo-France publie une typologie des climats de la France métropolitaine dans laquelle la commune est exposée à un climat océanique altéré et est dans la région climatique  Lorraine, plateau de Langres, Morvan, caractérisée par un hiver rude (1,5 °C), des vents modérés et des brouillards fréquents en automne et hiver. 
Pour la période 1971-2000, la température annuelle moyenne est de 11 °C, avec une amplitude thermique annuelle de 15,8 °C. Le cumul annuel moyen de précipitations est de 705 mm, avec 11,5 jours de précipitations en janvier et 7,6 jours en juillet. Pour la période 1991-2020, la température moyenne annuelle observée sur la station météorologique de Météo-France la plus proche, « Merry-sur-Yonne », sur la commune de Merry-sur-Yonne à 11 km à vol d'oiseau, est de 11,5 °C et le cumul annuel moyen de précipitations est de 776,9 mm. 
La température maximale relevée sur cette station est de 40,7 °C, atteinte le 7 août 2003 ; la température minimale est de −22 °C, atteinte le 16 janvier 1985,,. 
Les paramètres climatiques de la commune ont été estimés pour le milieu du siècle (2041-2070) selon différents scénarios d'émission de gaz à effet de serre à partir des nouvelles projections climatiques de référence DRIAS-2020. Ils sont consultables sur un site dédié publié par Météo-France en novembre 2022.

## Urbanisme

### Typologie
Au 1er janvier 2024, Blannay est catégorisée commune rurale à habitat dispersé, selon la nouvelle grille communale de densité à sept niveaux définie par l'Insee en 2022.
Elle est située hors unité urbaine. Par ailleurs la commune fait partie de l'aire d'attraction d'Avallon, dont elle est une commune de la couronne,. Cette aire, qui regroupe 74 communes, est catégorisée dans les aires de moins de 50 000 habitants,.

### Occupation des sols
L'occupation des sols de la commune, telle qu'elle ressort de la base de données européenne d’occupation biophysique des sols Corine Land Cover (CLC), est marquée par l'importance des forêts et milieux semi-naturels (52,6 % en 2018), une proportion identique à celle de 1990 (52,6 %). La répartition détaillée en 2018 est la suivante : 
forêts (48,1 %), terres arables (39,9 %), prairies (7,5 %), milieux à végétation arbustive et/ou herbacée (4,5 %). L'évolution de l’occupation des sols de la commune et de ses infrastructures peut être observée sur les différentes représentations cartographiques du territoire : la carte de Cassini (XVIIIe siècle), la carte d'état-major (1820-1866) et les cartes ou photos aériennes de l'IGN pour la période actuelle (1950 à aujourd'hui).

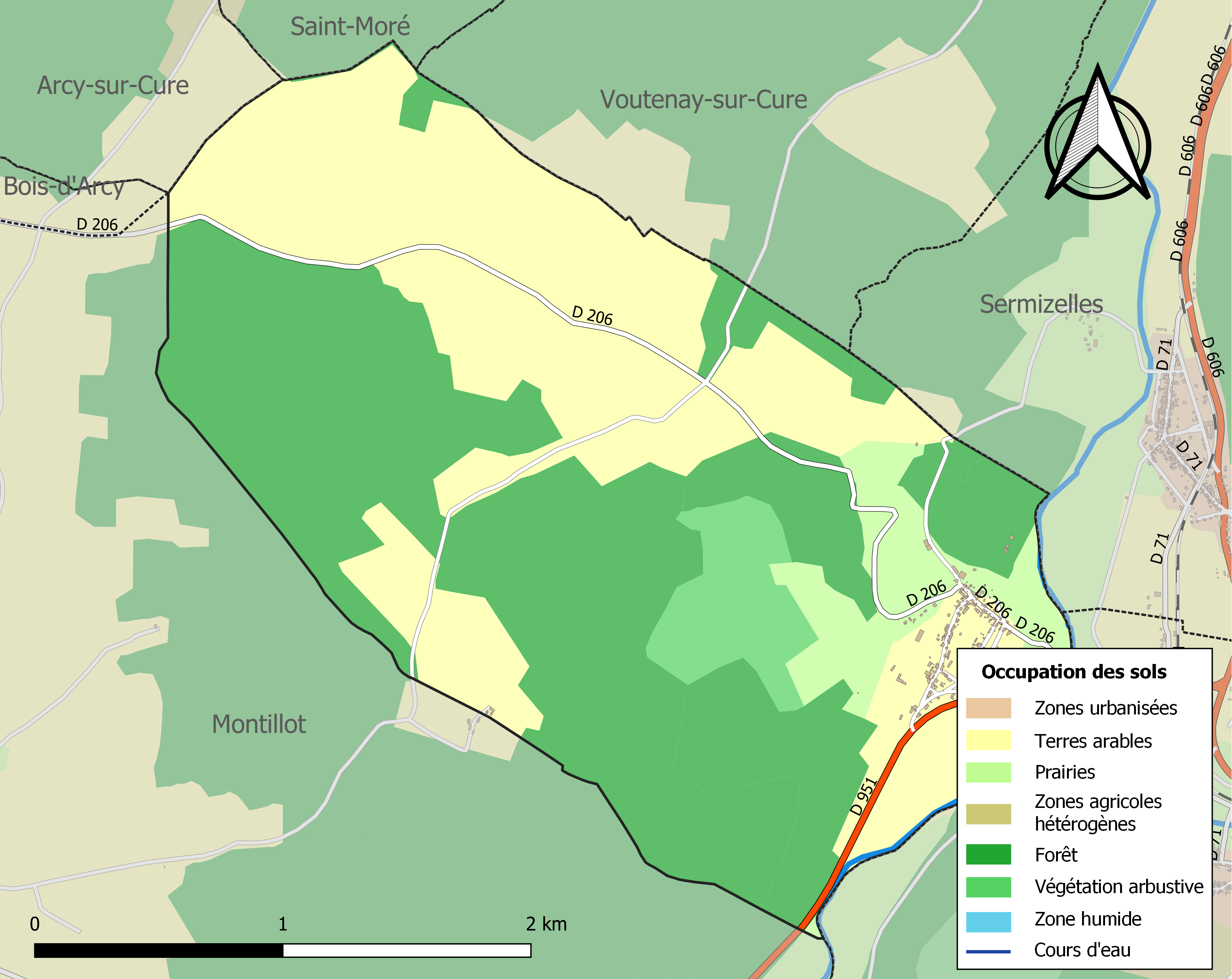
Carte des infrastructures et de l'occupation des sols de la commune en 2018 (CLC).

## Toponymie
Citée en l'an 1103 sous le nom de Blanniacum.

## Histoire
Proto-histoire
Plusieurs tumulus datant de l'âge du fer témoignent d'une occupation ancienne du site sur les hauteurs le long de la vallée de la Cure.
Antiquité
Une très grosse villa se trouvait aux lieux-dits Champ Dessous / Les Quartiers (en rive gauche - côté ouest - de la Cure, en face de la confluence du Cousin avec la Cure). Le site était connu au XIXe siècle mais sa véritable ampleur ne s'est révélée qu’avec des prospections aériennes en 1989. Le quartier d'habitation était centré autour d'une cour à péristyle proche de la rivière, dans le sud du site ; un mur avec une tour porche le séparait des communs, partiellement recouverts au nord par le village actuel. Ces communs semblent avoir eu deux cours ; celle la plus proche de la résidence avait de chaque côté trois pavillons similaires alignés, chacun bâti sur plan carré. La seconde cour était bordée de constructions indéterminées. La résidence a été occupée depuis le milieu du Ier siècle av. J.-C. jusqu'au milieu du IVe siècle de notre ère. Les communs sont occupés sans rupture jusqu'au Moyen-Âge et donnent naissance au bourg actuel.
Le village situé sur la route de Vézelay était autrefois fortifié.
Moyen-Âge
Occupation du village par un régiment écossais pendant la guerre de Cent Ans.

## Politique et administration
| Période   | Période  | Identité             | Étiquette | Qualité  |
| --------- | -------- | -------------------- | --------- | -------- |
| mars 2001 | En cours | Marie Claire Limosin | DVD       | Employée |

## Démographie
L'évolution du nombre d'habitants est connue à travers les recensements de la population effectués dans la commune depuis 1793. Pour les communes de moins de 10 000 habitants, une enquête de recensement portant sur toute la population est réalisée tous les cinq ans, les populations de référence des années intermédiaires étant quant à elles estimées par interpolation ou extrapolation. Pour la commune, le premier recensement exhaustif entrant dans le cadre du nouveau dispositif a été réalisé en 2004.

En 2022, la commune comptait 100 habitants, en évolution de −15,25 % par rapport à 2016 (Yonne : −1,95 %, France hors Mayotte : +2,11 %).
| 1793 | 1800 | 1806 | 1821 | 1831 | 1836 | 1841 | 1846 | 1851 |
| ---- | ---- | ---- | ---- | ---- | ---- | ---- | ---- | ---- |
| 323  | 374  | 338  | 316  | 318  | 299  | 290  | 281  | 267  |

| 1856 | 1861 | 1866 | 1872 | 1876 | 1881 | 1886 | 1891 | 1896 |
| ---- | ---- | ---- | ---- | ---- | ---- | ---- | ---- | ---- |
| 261  | 272  | 263  | 243  | 255  | 249  | 242  | 220  | 226  |

| 1901 | 1906 | 1911 | 1921 | 1926 | 1931 | 1936 | 1946 | 1954 |
| ---- | ---- | ---- | ---- | ---- | ---- | ---- | ---- | ---- |
| 210  | 215  | 204  | 162  | 141  | 140  | 131  | 134  | 120  |

| 1962 | 1968 | 1975 | 1982 | 1990 | 1999 | 2004 | 2006 | 2009 |
| ---- | ---- | ---- | ---- | ---- | ---- | ---- | ---- | ---- |
| 94   | 119  | 100  | 100  | 107  | 138  | 125  | 121  | 134  |

| 2014 | 2019 | 2022 | - | - | - | - | - | - |
| ---- | ---- | ---- | - | - | - | - | - | - |
| 121  | 106  | 100  | - | - | - | - | - | - |

## Culture locale et patrimoine

### Lieux et monuments
- Église Saint-Pierre avec pierre tombale (XVIIe siècle).
- Château de Blannay, vestige de l'enceinte fortifiée défendue par une tour ronde.
- Château des Roches (propriété privée).
- Arbre remarquable : tilleul de Sully « Le Rosny » plusieurs fois centenaire. Planté en 1598.
- Vestige de l'ancien four banal du village.

### Culture et festivités
- Fête communale  dimanche suivant le 29 juin.

### Personnalités liées à la commune
- La famille d'Estutt possédait autrefois le château de Blannay. Destutt de Blannay (Marie-François-Robert) né le 11 mai 1783, à Blannay (Yonne) (1783-1867) inhumé dans le vieux cimetière de Vézelay, lieutenant au 46e de ligne, médaillé de Sainte-Hélène.
- Famille De Châteauvieux.
- Le poète chansonnier Charles d'Avray (1878-1960) possédait une maison à Blannay et en avait fait son lieu de villégiature ; il est inhumé au cimetière du Père Lachaise.

## Pour approfondir